# Landelijke fietsroute 23
De Landelijke fietsroute 23 of LF23 is een LF-route in Nederland tussen en Kampen en Amsterdam, een route van ongeveer 115 kilometer. De route is onderdeel van de Zuiderzeeroute.
Het fietspad loopt door de provincies Overijssel, Gelderland, Utrecht en Noord-Holland.
De route van Kampen naar Amsterdam heeft het nummer LF23a en de route van Amsterdam naar Kampen LF23b.